# Novaja Moskva
Novaja Moskva (Новая Москва) è un film del 1938 diretto da Aleksandr Ivanovič Medvedkin.